# Fabiano Massimi
Fabiano Massimi (Modena, 29 giugno 1977) è uno scrittore e traduttore italiano, vincitore del Premio Tedeschi 2017 con Il club Montecristo e autore del thriller storico L'angelo di Monaco.

## Biografia
Vive a Modena, dove ha lavorato come bibliotecario presso la biblioteca civica Antonio Delfini fino al 2022. Dopo aver studiato al liceo scientifico Wiligelmo di Modena, si è laureato in filosofia all'università di Bologna, sempre con lode. Dopo un periodo di studi a Manchester, ha conseguito il master biennale in tecniche della narrazione presso la Scuola Holden di Torino, della quale è stato anche bibliotecario e dove è docente di scrittura creativa dal 2021.

## Attività professionale
Dal 2003 collabora con diverse case editrici, soprattutto con la Giulio Einaudi Editore di Torino, come lettore, curatore di antologie, traduttore dall'inglese ed editor di narrativa e saggistica. Tra gli autori stranieri che ha tradotto figurano Julie Kavanagh, Richard Marinick, James Renner, Roger Smith e Kit Whitfield. Per Einaudi Stile Libero ha curato anche l'autobiografia di Patty Pravo.
Nel 2017 ha vinto il Premio Tedeschi per il miglior romanzo giallo inedito con Il club Montecristo, un giallo umoristico pubblicato lo stesso anno nella collana da edicola Il Giallo Mondadori Oro. Il romanzo è stato inserito nella collana "Il Giallo Mondadori" nel 2021.
A inizio 2020 ha pubblicato per Longanesi L'angelo di Monaco, un thriller storico che ruota intorno alla misteriosa morte di Geli Raubal, nipote prediletta di Adolf Hitler. Il romanzo è stato l'esordio italiano più venduto alla London Book Fair 2019. Si è aggiudicato la seconda edizione (2020) del Concorso letterario Giallo a Palazzo promosso dal quotidiano La Provincia e dalla Confcommercio di Cremona e ha vinto il Premio Asti d'Appello edizione 2020, votato all'unanimità sia dalla giuria togata che da quella popolare.
Dal 2022 al 2024 è stato direttore della Biblioteca comunale "Daria Bertolani Marchetti" di Formigine.
Ha collaborato con diverse testate giornalistiche, tra cui La Stampa e l'Unità.

## Opere

### Curatele
- Racconti di Natale, Introduzione di Nico Orengo, Torino, Einaudi, 2005, ISBN 88-06-18013-4. VI edizione 2011: ISBN 978-88-06-18013-3.
- Racconti di Halloween. Per non dormire questa notte, Introduzione di Marcello Fois, Torino, Einaudi, 2006, ISBN 88-06-18476-8.
- Ho capito che ti amo. Storie di amori felici, Torino, Einaudi, 2009, ISBN 978-88-06-19640-0.
- Aspettando il Natale. 25 racconti per la Vigilia, Torino, Einaudi, 2009, ISBN 978-88-06-20046-6.
- Di mamma ce n'è una sola. Racconti sull'amore più grande, Torino, Einaudi, 2010, ISBN 978-88-06-20253-8.
- Che cos'è l'amor. Poesie per chi si ama, Torino, Einaudi, 2011, ISBN 978-88-06-20669-7.
- L'incanto di Natale. Poesie, filastrocche, canzoni, Torino, Einaudi, 2012, ISBN 978-88-06-21359-6.
- Quello che le donne. Storie di coraggio e passione, Torino, Einaudi, 2012, ISBN 978-88-06-21119-6.
- In un bacio saprai tutto. Racconti di passione, Torino, Einaudi, 2014, ISBN 978-88-06-21875-1.
- Compagni di scuola. Storie di amicizie e rivalità, Torino, Einaudi, 2016, ISBN 978-88-06-23094-4.
- Delitti a luci rosse, Torino, Einaudi, 2017, ISBN 978-88-06-23475-1.

### Racconti
- Un errore imperdonabile, in  Il peso del mistero. Racconti, Fossano, Esperienze, 2016.

### Romanzi
- Il club Montecristo, Milano, Il giallo Mondadori Oro n. 26, 2017 Nuova edizione Milano, Mondadori, 2021, ISBN 978-88-047-3596-0.
- L'angelo di Monaco, Milano, Longanesi, 2020, ISBN 978-88-304-5400-2.
- I demoni di Berlino, Milano, Longanesi, 2021, ISBN 978-88-304-5720-1.
- Vivi nascosto. Un'indagine del club Montecristo, Milano, Mondadori, 2022, ISBN 978-88-047-46188.
- Se esiste un perdono, Milano, Longanesi, 2023, ISBN 978-88-304-60300
- Le furie di Venezia, Milano, Longanesi 2024, ISBN 978-88-304-6232-8.

## Riconoscimenti
- Premio Adelio Ferrero 2002 primo premio per la sezione recensioni cinematografiche.[14]
- Premio Tedeschi 2017 per il miglior giallo inedito, con Il club Montecristo.[6]
- Premio Asti d'Appello 2020 per la narrativa, con L'angelo di Monaco.[11]